# Comuna Potokî, Kremenciuk
Potokî (în ucraineană Потоки) este o comună în raionul Kremenciuk, regiunea Poltava, Ucraina, formată din satele Dzerjînske, Mala Kohnivka, Potokî (reședința) și Sosnivka.

## Demografie
Componența lingvistică a comunei Potokî
     Ucraineană (89,75%)
     Rusă (7,34%)
     Romani (2,49%)
     Alte limbi (0,15%)
Conform recensământului din 2001, majoritatea populației comunei Potokî era vorbitoare de ucraineană (89,75%), existând în minoritate și vorbitori de rusă (7,34%) și romani (2,49%).